# Endoxyla reticulosa
Endoxyla reticulosa is een vlinder uit de familie van de Houtboorders (Cossidae). De wetenschappelijke naam van deze soort is voor het eerst voorgesteld als Xyleutes reticulosa door Alfred Jefferis Turner in een publicatie uit 1945.
De soort komt voor in Australië (Queensland). 